# 모리사다 친왕

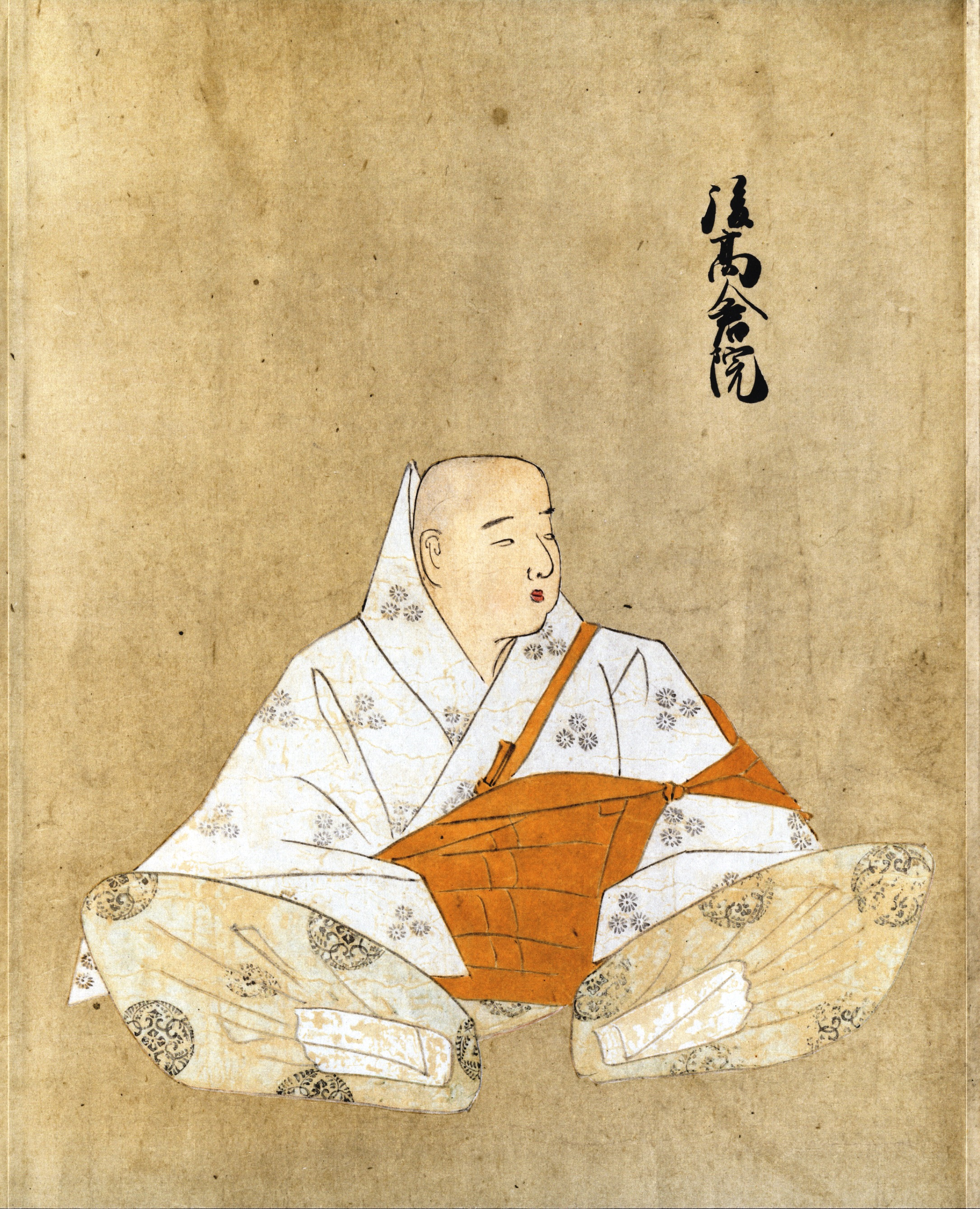
고타카쿠라인 (천자섭관어영)

모리사다 친왕(守貞親王)은 가마쿠라 시대 전기의 황족이다. 태상법황 추존 후의 인호(院号)은 고타카쿠라인(後高倉院)이다. 본래 성씨는 지묘인노미야(持明院宮)이며 출가 후의 법명은 교조 뉴도 친왕(行助入道親王)이다. 자식은 도요히토 왕(후의 고호리카와 천황) 등이 있다.

## 약력
모리사다의 유모는 헤이케(平家)의 무장으로 기요모리의 아들인 다이라노 도모모리(平知盛)의 정실(正室)인 지부쿄노 쓰보네(治部卿局)였다. 헤이케의 허락으로 양육되었던 연고로 주에이(寿永) 2년(1183년) 7월 헤이케가 수도를 버리고 서쪽으로 향할 때에도 안토쿠 천황(安徳天皇)의 황태자(皇太子)로 대우받아 천황과 함께 사이고쿠(西国)로 데려갔다.
단노우라 전투에서 헤이케가 멸망할 때 구출되어 수도로 돌아왔지만, 수도에서는 이미 고토바 천황(後鳥羽天皇)이 즉위해 있었다.
분지(文治) 5년(1189년)에 친왕선하(親王宣下)를 받고 겐큐(建久) 2년(1191년)에 원복(元服) ・ 가관(加冠)을 행하였다. 후에 조사이몬인(上西門院)의 유자(猶子)가 되어 지묘인 모토이에(持明院基家)의 딸 ・ 후지와라노 진시(藤原陳子)를 비로 삼고 지묘인 가(持明院家)와의 연고가 있는 지묘인(持明院)을 고쇼(御所)로 하여 지묘인노미야(持明院宮)라 하였다.
겐큐 9년(1198년) 정월 쓰치미카도 미치치카(土御門通親) 등에 의해 미치치카의 외손자로 고토바 천황의 아들인 쓰치미카도 천황(土御門天皇)이 다른 파벌을 누르는 형태로 옹립되어 즉위하였다. 이 무렵 『교쿠요』(玉葉) 겐큐 9년 정월 6일, 7일조에는 새로운 임금 후보로 고토바 천황의 형인 니노미야(二宮) 즉 모리사다 친왕과 산노미야(三宮) 즉 고레아키라 친왕(惟明親王)의 이름이 거론되고 있으며, 가마쿠라 막부(鎌倉幕府)가 어린 군주의 즉위에 난색을 표했다고 적고 있다. 또한 『엔쿄본(延慶本) 헤이케 이야기(平家物語)』에는 승려 몬가쿠(文覚)가 모리사다 친왕의 옹립을 도모하여 막부의 쇼군(将軍) 미나모토노 사네토모(源頼朝)에게도 접근하여 권하였으나 실현되지 않았다고 기술하고 있다. 이러한 기록들을 통해서 모리사다 등을 지지하는 반고토바 세력은 조지(正治) 원년(1199년) 산자에몬 사건(三左衛門事件) 등을 거쳐 세력을 잃었고, 조정은 막부의 뒷배를 얻은 고토바 상황을 정점으로 하는 미치치카 등의 파벌이 세력을 점하게 되었다고 보는 설도 있다. 조겐(承元) 4년(1210년)에는 쓰치미카도 천황이 아버지 고토바인의 계획에 따라 이복 동생인 준토쿠 천황(順徳天皇)에게 양위하였다. 모리사다 친왕은 겐랴쿠(建暦) 2년(1212년) 3월에 출가하여 뉴도 친왕(入道親王)이 되었다. 법명(法名)은 교조(行助)라 하였다. 왕위가 고토바 계통으로 넘어가고, 자신의 왕위 계승 가능성은 희박해진 와중에 불우한 자신의 처지를 한탄하여 출가를 결정한 것으로 전하고 있다.
그러나 출가하고 8년 뒤인 조큐(承久) 3년(1221년) 고토바 천황이 막부 타도를 명하며 전국에 선지를 내림으로서 조정과 막부의 군사적 충돌인 조큐의 난(承久の乱)이 일어났고, 교조의 운명도 한순간에 바뀌게 된다. 왕위는 같은 해 4월 20일에 천황이 된 준토쿠 천황의 아들 가네나리 친왕(懐成親王, 메이지 시대에 주코 천황으로 시호가 추증되었다)에게로 넘어갔지만, 난이 진압된 뒤 막부는 주모자로 지목된 고토바 상황 및 그 계통의 왕족들을 모조리 처분했다. 가네나리를 폐위시키는 동시에 고토바 ・ 쓰치미카도 ・ 준토쿠 세 상왕을 모조리 유배시켰으며, 고토바인의 다른 후손들도 제각기 유배되거나 출가하여 승려가 되고, 신적강하되어 왕족의 지위를 박탈당하기도 했다. 고토바인 계통의 왕위 계승을 인정하지 않는다는 방침이 정해진 것이다.
또한 교조의 동생으로 또 다른 뉴도 친왕인 세이엔(聖円, 고레아키라 친왕)의 막내아들 구니타카 왕(国尊王)이 아직 출가하지 않고 있었기는 하지만, 조큐의 난 직전에 세이엔이 병으로 사망하였기 때문에 구니타카가 즉위해도 인세이를 행할 후견인이 없어 후보에서 제외되었다. 때문에 왕위 계승 후보자는 교조의 셋째 아들인 도요히토 왕(茂仁王)밖에 남지 않게 되었다.
막부는 즉시 도요히토 왕을 즉위시키고(고호리카와 천황) 공석이 된 치천의 군(治天の君) 자리에는 그 아버지인 교조를 태상천황(太上天皇)의 존호를 바치고 법황으로 받들어 인세이를 행하게 하였다. 즉위도 한 적 없고, 이미 출가하여 승려가 된 상태였던 뉴도 친왕을 끼고 태상천황의 존호를 바치고 치천으로 삼은 것은 이제까지 일본 역사에서 선례가 없었던 기괴한 조치였다. 그러나 고토바인 계통의 다른 종친들이 모조리 일소된 이상 다른 선택지는 없었다.
치천이 된 교조 뉴도 친왕, 모리사다 친왕은 조큐의 난 뒤 조정 내부의 혼란을 수습하고 공무(公武) 관계의 융화에 실적을 남겼지만, 겨우 2년 만에 종기를 앓다 세상을 떠났다. 기타시라카와(北白河)에서 장례가 거행되었고, 「고다카쿠라인」(後高倉院)이라는 원호(院号)를 추증받았다.